# پاریس (اسطوره‌شناسی)
پاریس (به یونانی: Πάρις)، در اسطوره‌های یونان، دومین پسر پریاموس (پریام) و هکابه است. پیش‌گویان قبل از تولدش گفتند او موجب نابودی تروا خواهد بود. پریام پادشاه تروا او را به چوپانی سپرد تا او را در کوه رها کند. چوپان او را بزرگ کرد. در جوانی زمانی که گاومیش محبوبش را به‌عنوان جایزه برای مسابقه‌ای که پریام ترتیب داده بود بردند، برای پس گرفتنش در مسابقه شرکت کرد و همهٔ پسران پریام را شکست داد. خواهرش کاساندرا او را شناخت و به جمع خانواده برگرداند. هنگامی که بر سر تصاحب سیب متعلق به زیباترین زن جهان میان هرا همسر زئوس، آفرودیت و آتنه دختران زئوس نزاع پیش آمد، او از سوی زئوس به عنوان زیباترین مرد داور شد تا زیباترین زن را معرفی کند. آفرودیت قول زیباترین زن جهان را به پاریس داد و او نیز به نفع آفرودیت حکم کرد. زیباترین زن جهان، هلن همسر منلائوس پادشاه اسپارت بود. پاریس به اسپارت رفت و هلن را دزدید. پس از چند سال یونانیان نیروی عظیمی فراهم کردند و برای باز پس گرفتن هلن به تروا حمله کردند. در این نبرد زئوس و آفرودیت پشتیبان مردم تروا و هرا و آتنا به جهت کینه ای که از پاریس داشتند پشتیبان یونانیان بودند. در این نبرد هکتور برادر بزرگ پاریس و پهلوان تروا، پس از کشتن بسیاری از بزرگان سپاه یونان، به دست آشیل پهلوان رویین‌تن یونان، کشته شد. در پایان شهر تروا شکست خورده و به نابودی رفت و پاریس که آشیل را با تیر فیلوکنتس کشته بود، خودش نیز به کشتن رفت. یکی از روایات معروف پاریس داوری او بین هرا، آفرودیت و آتنا بود که معروف به داوری پاریس است.

## کودکی پاریس
پاریس اهل ترووا بود او را بر سر راه گذاشتند زیرا پریام، پدرش رؤیایی در خواب دید که او به دنیا آمده و شهر را ویران کرده‌است او از یک خرس، شیر خورد و چوپانی او را نجات داده و بزرگ کرد و نام الکساندر یا الکساندروس (به معنی پشتیبان یا مدافع) را بر او گذاشت زیرا پاریس در نگهداری و مراقبت از گله‌های چوپان مهارت داشت. زمانی که پاریس به بلوغ رسید به ترووا بازگشت و در مسابقاتی شرکت کرد که به یادگار از مرگ او برگزار می‌شد او در همهٔ مسابقات برنده شد و خواهرش به نام کاساندرا او را شناخت زیرا او جامه‌ای را پوشیده بود که در کودکی با آن وی را بر سر راه گذاشته بودند خانواده‌اش بازگشت او را خوش آمد گفتند و برای اولین بار او را پاریس نامیدند.
اما او دوباره به تپه‌ها برگشت تا به زندگی روستایی‌اش ادامه دهد او در دامنهٔ کوه آیدا معشوق دنونه یا اوینونهٔ پری شد و از او صاحب پسری گشت اما زمانی که زئوس به او دستور داد که میان هرا، آتنه و افرودیته بر سر سیب زرین که بین آن‌ها تفرقه انداخته بود داوری کند زندگی‌اش کاملاً دگرگون شد.

## سیب زرین و پاریس
داستان از این قرار بود که اریس که خدای کم‌اهمیت، ناسازگاری و نفاق بود را در جشن مجلل ازدواج تتیس که پری دریاها و مادر آشیل قهرمان بود دعوت نکردند و اریس هم برای تلافی این کوتاهی به بالای تالار این جشن پرواز کرد و سیبی زرین را که بر رویش برای زیباترین ایزد بانو نوشته شده بود انداخت و با این کار هر ایزد بانو این سیب را برای خود می‌دید اما فقط سه ایزد بانو به نام هرا، آتنه و افرودیته بودند که پیش زئوس رفتند و از او خواستند که مشخص کند این سیب برای کدام یکی از آن‌ها است اما زئوس دوست نداشت موجب تحقیر دو نفر دیگر آن‌ها شود پس از داوری سر باز زد و به آن‌ها گفت که پاریس پادشاه شهر ترووا بهترین داور زیبایی است و آن‌ها را متقاعد کرد که به کوه ایدا بروند و آن جوان را پیدا کنند و زئوس سیب را به هرمس داد و گفت که آن سه الهه را به طرف کوه آیدا که پاریس رمه‌هایش را در آنجا نگهداری می‌کند ببرد و از آن سه الهه خواست که پاریس هر حکمی داد از او پیروی کنند اما هرمس سه ایزد بانو را به کوه ایدا برد و هر کدام از آن‌ها برهنه در برابر پاریس که جذاب‌ترین مرد روی زمین بود ظاهر شدند و به پاریس رشوه‌هایی را پیشنهاد کردند هرا فرمانروایی آسیا را به پاریس پیشنهاد کرد و آتنه خرد را به او پیشنهاد داد و اماافرودیته عشق زیباترین زن جهان را به او پیشنهاد کرد و پاریس به سود افرودیته داوری کرد زیرا او به مال و مکنت نیازی نداشت و از جنگ و خونریزی بیزار بود و طالب صلح و دوستی بود پس افرودیته هلن را دیوانهٔ عشق پاریس ساخت تا با او فرار کند ولی پاریس با این کارش تخم جنگ بد فرجام ترووا و دشمنی خستگی ناپذیر هرا نسبت به ترووا را کاشت.

## پاریس و جنگ تروا
پاریس بدون لحظه‌ای درنگ اوینونه را ترک کرد و آفرودیته او را به اسپارت فرستاد جایی که هلن همسر منلائوس در آنجا زندگی می‌کرد. منلائوس به پاریس خوش آمد گفت اما پاریس منتظر بود تا منلائوس اسپارت را ترک کند تا بتواند با هلن فرار کند. هلن به همان اندازه که پاریس عاشق او شده بود، عاشقش شد و با او فرار کرد و پس از گذراندن اولین شب زندگی خود در جزیرهٔ کرانای که در جنوب مانی بود هر دو راهی ترووا شدند زمانی که منلائوس فهمید که همسرش هلن رفته‌است قهرمانان یونان را دعوت کرد تا با توجه به پیمانشان که با هم بسته بودند از حق او دفاع کنند ناوگان یونان ابتدا در آئولیس گرد آمد و سپس راهی ترووا شد بین آن‌ها جنگی شروع شد که ده سال طول کشید و در این زمان پاریس در کمانداری از همه بیشتر پیشرفت کرد اما مهم‌ترین شاهکار او کشتن آشیل با تیر و کمان در زمان نبرد در برابر دروازهٔ سکایان بود و این کار با راهنمایی آپولو به نتیجه رسید اما فیلوکتتس بر او زخمی رگبار زد که پیکان آن را هرمس راهبری کرده‌بود.

## مرگ پاریس
پاریس از ترووا به سمت کوه ایدا رفت و در آنجا از معشوقهٔ پیشین خود اوینونه التماس کرد که زخمش را درمان کند اما اوینونه این کار را قبول نکرد و از این کار سر باز زد و پاریس جان خود را از دست داد و اوینونه هم خود را از فرط این غم دار زد. سرانجام در این جنگ هزاران انسان جان خود را از دست دادند و شهر ترووا به آتش کشیده شد و با خاک یکسان شد و همهٔ این‌ها برای سیبی زرین که مظهر ناسازگاری بود به وجود آمد.